# Lingue lushootseed
Col termine di lushootseed (o Puget Salish, Puget Sound Salish, Skagit-Nisqually) si intendono una serie di lingue correlate (o un continuum dialettale di una medesima lingua, secondo altre scuole di pensiero) parlate da alcune tribù di nativi americani (chiamate genericamente Salish), stanziate nell'attuale stato di Washington (USA). Lushootseed fa parte della famiglia linguistica delle lingue salish, ramo salish centrale (altri lo definiscono salish della costa).

## Suddivisione
A seconda degli studiosi il lushootseed viene considerato o una singola lingua suddivisa in vari dialetti, oppure diverse lingue collegate, a loro volta ognuna coi propri dialetti.

### Ipotesi 1: Una sola lingua
Il lushootseed sarebbe un'unica lingua, i dialetti prendono il nome delle tribù che li parlano.
I dialetti possono essere divisi in due gruppi, Settentrionali e Meridionali:
- Lushootseed settentrionale
  - Snohomish (o Puget Sound settentrionale)
  - Stillaguamish
  - Swinomish
  - Skagit superiore[1]
  - Sauk-Suiattle
- Lushootseed meridionale
  - Skykomish
  - Snoqualmie
  - Steilacoom
  - Suquamish
  - Duwamish
  - |Muckleshoot
  - Puyallup
  - Nisqually
  - Sahewamish

### Ipotesi 2: Quattro lingue e relativi dialetti[2]
Tra parentesi il codice linguistico internazionale.
- Lingua lushootseed [lut]
  - Lushootseed settentrionale (include il sottodialetto Swinomish)
  - Lushootseed meridionale
- Lingua salish Puget Sound meridionale [slh]
  - Duwamish
  - Muckleshoot
  - Nisqually
  - Puyallup
  - Snoqualmie
  - Suquh
- Lingua skagit [ska]
- Lingua snohomish [sno]
  - Salish Puget Sound settentrionale

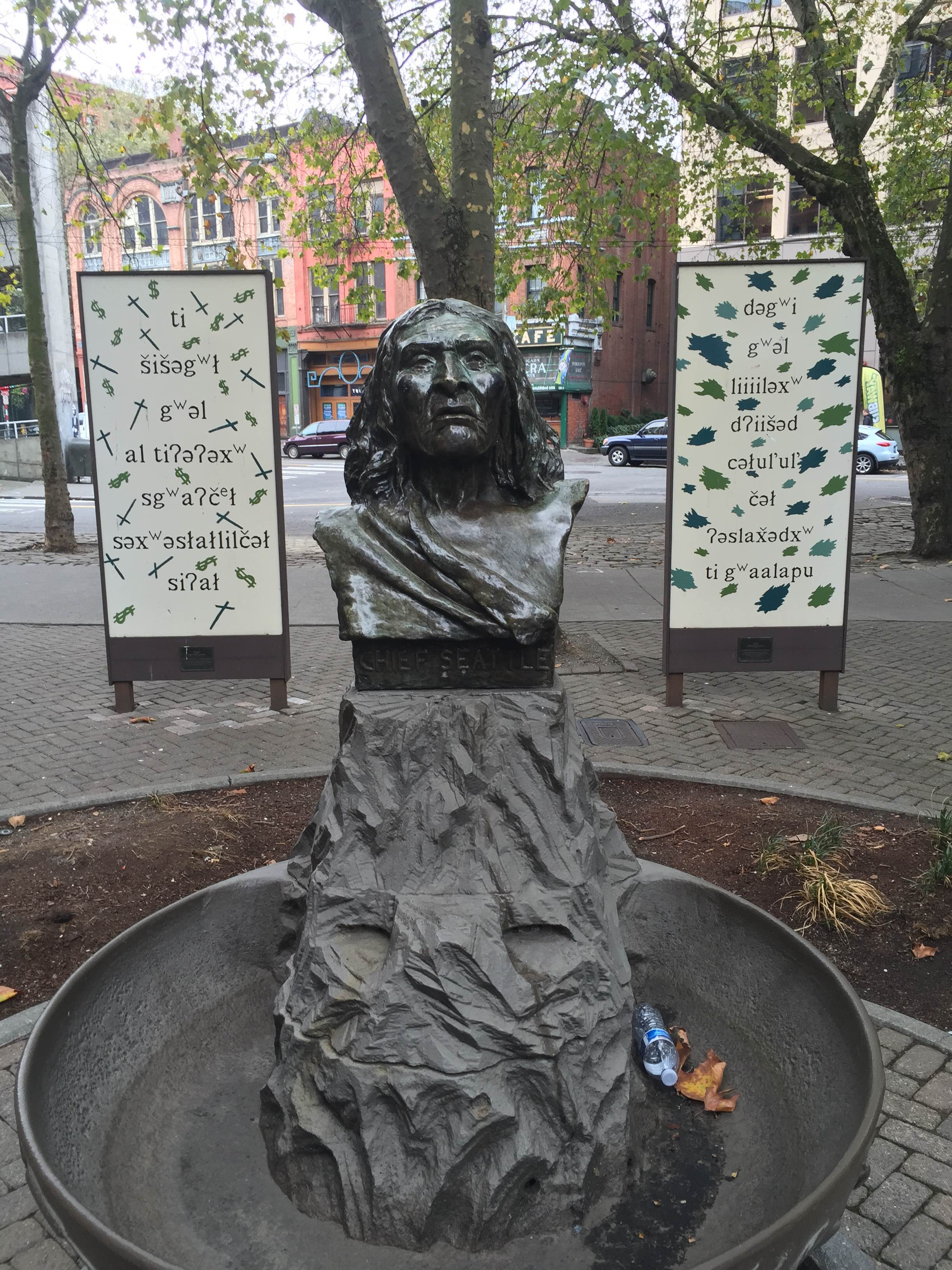
Busto del Capo Seattle con un testo in Lushootseed.

## Locutori
Secondo Ethnologue i locutori delle varie lingue sono i seguenti:
- lushootseed: 10 (nel 2007), si tratta quindi di una lingua quasi estinta, la popolazione etnica è di circa 18000 persone, di cui alcuni parlano uno dei due dialetti come seconda lingua.[3]
- salish Puget Sound meridionale: 210 (2010) su una popolazione di circa 1300 persone. Come molte altre Lingue native americane corre il grosso rischio della deriva linguistica verso l'inglese.[4]
- skagit: 100 (1977) su una popolazione etnica di 350. Anche questa lingua corre grossi rischi d'estinzione.[5]
- snohomish: 10 (1998). su una popolazione etnica di 800. È quindi praticamente estinta.[6]

## Rivitalizzazione della lingua
Negli ultimi anni ci sono stati sforzi per rivitalizzare le lingue, i Puyallup ed i Tulalip hanno inserito corsi di Lushootseed, nelle loro scuole and its website offers a Lushootseed "phrase of the week" with audio.
 
Corsi di Lushootseed sono stati introdotti dalla Pacific Lutheran University. e all'Evergreen State College nello Stato di Washington.

## Alfabeto
Grazie ai lavori di Vi Hilbert ed altri studiosi di queste lingue, i Lushootseed usano un sistema di scrittura morfofonemico, cioè di un alfabeto fonemico con lievi modifiche che vengono fatte periodicamente, ad esempio, quando viene introdotto un nuovo affisso.